# Чемпионат мира по снукеру 1935
Чемпиона́т ми́ра по сну́керу 1935 года (англ. 1935 World Snooker Championship) — главный турнир в мире снукера, проводившийся в Thurston’s Hall, Лондон (Англия). Предыдущий победитель турнира, Джо Дэвис, начинал защищать титул в полуфинале и в итоге стал чемпионом в 9 раз подряд. В финале он обыграл Вилли Смита со счётом 25:20.

## Результаты

### Отборочный раунд
Матч из 25 фреймов
 Вилли Смит 13:12 Конрэд Стэнбери 

### Полуфиналы
Матчи из 25 фреймов
 Джо Дэвис 15:10 Том Ньюмен 
 Вилли Смит 13:4 Алек Мэнн 

### Финал
Матч из 49 фреймов
 Джо Дэвис 25:20 Вилли Смит 